# Najmro: Il re dei ladri
Najmro: Il re dei ladri (Najmro: Kocha, kradnie, szanuje) è un film del 2021 diretto da Mateusz Rakowicz.
La pellicola narra, in forma romanzata, la vicenda di Zdzisław Najmrodzki, criminale polacco che riuscì per 29 volte a fuggire da una condizione di detenzione.

## Trama
Nella Polonia degli anni '80, Zdzisław Najmrodzki è a capo di una piccola banda criminale specializzata in furti nei negozi della catena Pewex, l'unica che commercializza ufficialmente prodotti occidentali.
Barski, il nuovo detective arrivato a Varsavia dalla provincia, studia a fondo Najmrodzki riuscendo a prevederne le mosse. Dopo un inseguimento finisce fuori strada e viene soccorso dallo stesso Najmrodzki che non poteva immaginare che il poliziotto, cui aveva appena salvato la vita, lo avrebbe immediatamente ammanettato.
In commissariato, il famigerato Najmro, noto per essere capace di fuggire addirittura da un'aula di tribunale gettandosi dalla finestra, sfugge alla custodia e, indossata un'uniforme, esce e al volante di un'auto della polizia si reca a casa della madre, una grande proprietà in campagna.
Innamoratosi della giovane Tereska, Zdzisław decide di darsi al furto di auto, attività che si rivela estremamente redditizia.
Il giovane Antos è insoddisfatto e litiga con Najmro che lo caccia dalla banda. Il ragazzo allora tradisce i suoi compagni permettendo a Barski di arrestare Najmro.
Con Tereska ad attenderlo, stavolta Najmro non pianifica un'evasione ma, essendo caduto il vecchio regime, chiede la grazia al nuovo presidente Lech Wałęsa in forza del suo riconosciuto profilo antisistema. Nel 1994 arriva la grazia e Najmro, tornato dai suoi, scopre che sono vessati da Antos, entrato in un grande gruppo criminale.
Appoggiato dal vecchio nemico Barski, uscito dalla polizia ma sempre in debito con lui, affronta Antos ma in un drammatico inseguimento finisce fuori strada. Dall'incendio che ne segue è possibile estrarre solo un resto riconoscibile, una mano, che effettivamente appartiene a Najmro.
Pianto al suo funerale e ufficialmente morto per tutti, Najmro si ripresenta poi ai suoi, con la mano sinistra mozzata. Un espediente che gli ha permesso di scomparire ufficialmente e che, sebbene mutilato, gli consentirà di rifarsi una vita onesta con la sua Tereska.

## Produzione

### Riprese
Le riprese sono state effettuate tra maggio e giugno 2019 tra Cracovia, Zabrze e Varsavia.